# Unione Sportiva Vercelli Calcio
Ne pas confondre avec le FC Pro Vercelli 1892
Maillots
L'Unione Sportiva Vercelli Calcio est un club italien de football, aujourd'hui inactif, basé à Verceil.

## Histoire

### Repères historiques
Le club est fondé en 1892 sous le nom de « Società Ginnastica Pro Vercelli ». C'est un club de gymnastique. Il faut attendre 1903 pour voir le club se doter d'une section football. Le premier match du club a lieu le 3 août 1903. Le club porte alors le nom de « Società Ginnastica Pro Vercelli 1892 ». 

### US Pro Vercelli
Vainqueur du championnat d'Italie à sept reprises entre 1908 et 1922, l' US Pro Verceil Calcio évolue depuis 1994 en Serie C2 (D4 italienne) (série en cours en 2009). 
Radiée de la Ligue Pro Deuxième Division le 16 juillet 2010. 
Le 4 août 2010, la municipalité de Verceil attribue sa marque à l'AS Pro Vercelli Belvedere (it) qui, le 6 août 2010, grâce à la décision de l'U.S. Pro Vercelli de supprimer le mot " Pro" en changeant son nom, prend ses couleurs et devient ainsi la nouvelle et seul "Pro Vercelli", avec le nouveau nom de FC Pro Vercelli 1892.

## Palmarès
- Champion d'Italie : 1908, 1909, 1911, 1912, 1913, 1921, 1922

## Changements de nom
- 1903-1919 : Società Ginnastica Pro Vercelli
- 1919-2010 : Unione Sportiva Pro Vercelli

## Anciens joueurs
Les anciens joueurs de Pro Vercelli suivants ont été sélectionnés en équipe d'Italie :
- Guido Ara
- Pietro Ferraris
- Silvio Piola
- Virginio Rosetta
- Federico Marchetti

(voir aussi Catégorie:Joueur de l'US Pro Verceil).